# Giovanni Kminek-Szedlo
Giovanni Kminek-Szedlo, nato Jan Kmínek-Szedlo (Praga, 22 aprile 1828 – Bologna, 24 novembre 1896), è stato un egittologo ceco naturalizzato italiano.
È solitamente ricordato come il primo egittologo di quella che oggi è la Repubblica Ceca ma siccome passò la maggior parte della vita e fece la sua carriera in Italia, non è solitamente visto come il fondatore dell'egittologia ceca, figura ricercata piuttosto nel più tardo František Lexa.

## Biografia
Nato a Praga, si diplomò a Plzeň nel 1846 e nei successivi due anni frequentò la facoltà d'Arte dell'Università Charles-Ferdinand di Praga.

Durante i moti rivoluzionari del 1848, per il suo coinvolgimento nei combattimenti sulle barricate, Kminek-Szedlo fu arruolato forzatamente nell'esercito dell'Impero austriaco e fu inviato in Italia settentrionale.
Dopo aver lasciato l'esercito Kminek-Szedlo rimase in Italia per proseguire i suoi studi ed italianizzò il suo nome in Giovanni. Egli ottenne un impiego al neo-fondato (1871) Museo Civico Archeologico di Bologna inizialmente come dimostratore, ma in seguito fu in grado di diventare il curatore della collezione egizia del museo. Dal 1878 fu designato lettore in egittologia all'Università di Bologna, ed intorno a questo periodo pubblicò vari lavori perlopiù riguardanti la collezione egizia locale. La sua opera più ricordata è indubbiamente la catalogazione della suddetta collezione, pubblicata in un catalogo nel 1895 ed ancora in uso: la maggior parte dei manufatti della collezione infatti ha un numero di catalogo che inizia con KS, dalle iniziali del suo cognome.
Giovanni Kminek-Szedlo morì a Bologna il 24 novembre 1896.

## Opere significative
- Il grande sarcofago del Museo di Bologna, Bologna, 1876
- Saggio filologico per l'apprendimento della lingua e scrittura egiziana, e la interpretazione della inscrizioni geroglifiche che si leggono sui monumenti del Museo Civico di Bologna, Bologna, 1877 Disponibile online
- Grammatica hieroglyphica, 1879
- L'Egitto moderno e l'Egitto dei Faraoni. Cenni di confronto, Bologna, 1880
- Museo Civico di Bologna. Catalogo di Antichità Egizie, Torino, 1895 (ristampa: Wiesbaden, 1981)